# Athanasios Siuzios
Athanasios Siuzios (en griego: Αθανάσιος Σιούζιος; Pforzheim, RFA, 3 de octubre de 1982) es un deportista griego que compitió en vela en la clase 49er. Ganó una medalla de plata en el Campeonato Mundial de 49er de 2006.

## Palmarés internacional
| \| Campeonato Mundial \| Campeonato Mundial \| Campeonato Mundial \| Campeonato Mundial \| \| Año \| Lugar \| Medalla \| Clase \| \| ------------------ \| ----------------------- \| ------------------ \| ------------------ \| \| 2006 \| Aix-les-Bains (Francia) \| Medalla de plata \| 49er \| |                         |                  |       |
| Campeonato Mundial |                         |                  |       |
| Año | Lugar                   | Medalla          | Clase |
| 2006 | Aix-les-Bains (Francia) | Medalla de plata | 49er  |